# تشن هونج
تشن هونج (بالصينية: 陈红) هي لاعبة كرة لينة صينية، ولدت في 28 فبراير 1970 في الصين.

## وصلات خارجية
- تشن هونج على موقع اللجنة الأولمبية الدولية (الإنجليزية)
- تشن هونج على موقع أوليمبيديا (الإنجليزية)